# Yaoundé
Yaoundé Kamerun fővárosa, és Douala után második legnépesebb városa. Itt található Kamerun kormányzati és közigazgatási központja.

## Földrajz

### Éghajlat
Yaoundéra trópusi nedves és száraz éghajlati vonások is jellemzőek. Az esős évszak tíz hónap hosszú, februártól novemberig tart.
| Hónap                                                                         | Jan. | Feb. | Már. | Ápr. | Máj. | Jún. | Júl. | Aug. | Szep. | Okt. | Nov. | Dec. | Év   |
| ----------------------------------------------------------------------------- | ---- | ---- | ---- | ---- | ---- | ---- | ---- | ---- | ----- | ---- | ---- | ---- | ---- |
| Rekord max. hőmérséklet (°C)                                                  | 33,0 | 33,0 | 33,0 | 36,0 | 34,0 | 32,0 | 31,0 | 34,0 | 31,0  | 33,0 | 32,0 | 32,0 | 36,0 |
| Átlagos max. hőmérséklet (°C)                                                 | 29,6 | 31,0 | 30,4 | 29,6 | 28,8 | 27,7 | 26,5 | 26,5 | 27,5  | 27,8 | 28,1 | 28,5 | 28,5 |
| Átlaghőmérséklet (°C)                                                         | 24,6 | 25,7 | 25,4 | 25,0 | 24,5 | 23,8 | 23,2 | 22,9 | 23,4  | 23,5 | 23,9 | 24,0 | 24,1 |
| Átlagos min. hőmérséklet (°C)                                                 | 19,6 | 20,3 | 20,3 | 20,3 | 20,2 | 19,9 | 19,9 | 19,3 | 19,3  | 19,2 | 19,6 | 19,5 | 19,8 |
| Rekord min. hőmérséklet (°C)                                                  | 14,0 | 15,0 | 16,0 | 15,0 | 16,0 | 15,0 | 16,0 | 16,0 | 15,0  | 15,0 | 17,0 | 16,0 | 14,0 |
| Átl. csapadékmennyiség (mm)                                                   | 19   | 42   | 125  | 171  | 199  | 157  | 74   | 113  | 232   | 293  | 94   | 18   | 1537 |
| Havi napsütéses órák száma                                                    | 170  | 180  | 170  | 165  | 167  | 126  | 96   | 86   | 102   | 130  | 168  | 182  | 1742 |
| Forrás: World Meteorological Organization, Hong Kong Observatory, BBC Weather |      |      |      |      |      |      |      |      |       |      |      |      |      |

## Történelem

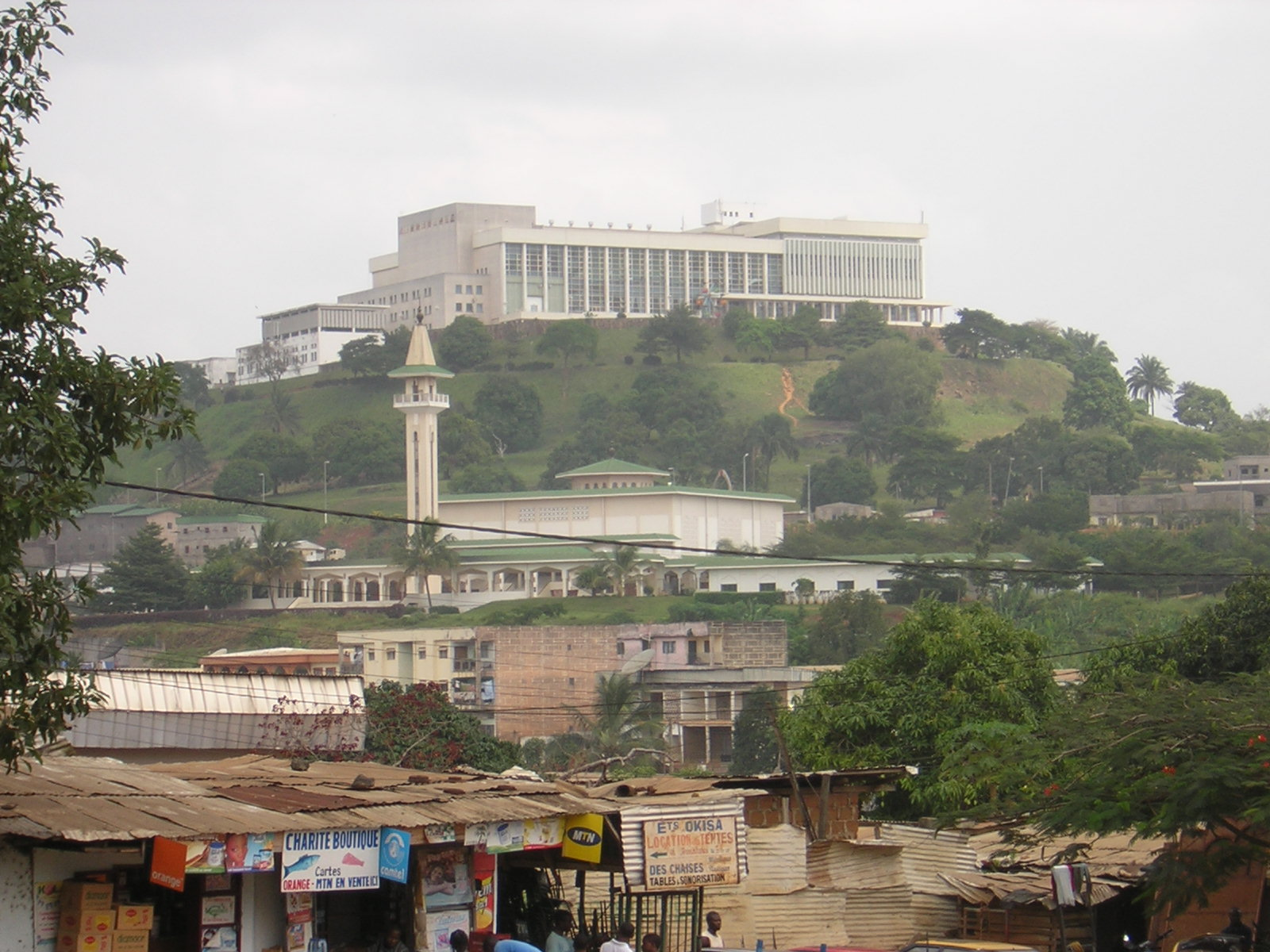
A Kongresszusi palota a dombon, alatta a Nagy Mecsettel

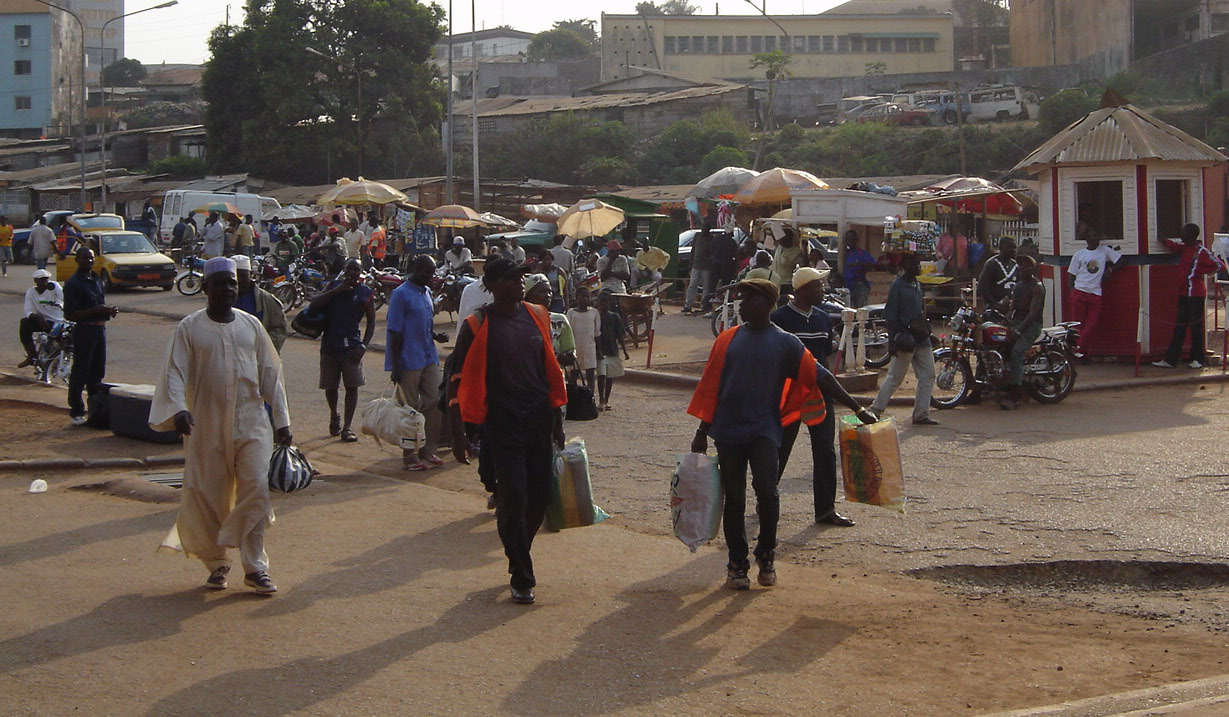
Utcakép a vasútállomásnál

Yaoundé-t 1888-ban a német gyarmatosítók alapították, majd helyőrségi támaszponttá építették ki 1903-tól.
A település az első világháború után francia igazgatás alá került.
1946-ban lett Francia Kamerun gyámsági terület székhelye, majd 1960-tól indult gyorsabb növekedésnek, mint független Kamerun fővárosa. 1984-re Yaoundé lakossága elérte az 530 ezres létszámot.
A lakosság zöme különböző bantu törzsekhez tartozik, az európaiak száma alig néhány ezer fő.

## Gazdaság
Ipara fejletlen, és főleg az ország mezőgazdasági termékeit feldolgozó élelmiszeriparból, faiparból, közszükségleti cikkek előállításából és néhány kis javítóműhelyből áll. Ipari központok Doualában, és Edéában alakultak ki.

## Közlekedés
A városból két fontosabb vasútvonal indul ki, az egyik Douala, a másik N'Gaoundéré irányába. Nemzetközi repülőtere a Yaoundé-Nsimaleni nemzetközi repülőtér.

## Sport
A kameruni labdarúgó-válogatott a yaoundéi Ahmadou Ahidjo Stadionban játssza nemzetközi mérkőzéseit.

## Oktatás
A főváros több felsőoktatási intézménye közül az 1962-ben megalapított egyetem tűnik ki.